# Waldheim (Jüdische Autonome Oblast)
Waldheim (russisch Валдгейм, Waldgeim; jiddisch Waldhejm) ist ein Dorf (selo) in der Jüdischen Autonomen Oblast (Russland) mit 1912 Einwohnern (Stand 14. Oktober 2010).
Die Siedlung liegt etwa 15 Kilometer südlich des Verwaltungszentrums der Oblast (zugleich des Rajons) Birobidschan am linken Ufer der Bira. Das Dorf ist Sitz einer gleichnamigen Landgemeinde (selskoje posselenige), zu der weiter vier Dörfer gehören: Aeroport (13 km südsüdöstlich; dort befindet sich der kleine Flugplatz Birobidschan-Juschny, ICAO-Code UHHB), Krasny Wostok (6 km südlich), Pronkino (9 km südlich) und Scholty Jar (15 km südsüdöstlich).
Waldheim war die erste jüdische Siedlung in dem Gebiet. Sie entstand auf Weisung der sowjetischen Regierung im Jahr 1928 unweit des Gebietszentrums Tichonkaja, das wenige Jahre später in Birobidschan umbenannt wurde. Die Siedler von Waldheim erhielten den Auftrag, mit der Urbarmachung des ungenutzten und kaum bewohnten Landstriches zu beginnen.